# ラストエンペラー (サウンドトラック)
『ラストエンペラー』とは、1988年1月21日に発表された映画『ラストエンペラー』のオリジナルサウンドトラックである。

## 解説
- 作曲は坂本龍一、トーキング・ヘッズのデヴィッド・バーン、中国人作曲家の蘇聡（スー・ツォン）。当初は、坂本とバーンのコラボレーションで制作される予定だったが、両者のスケジュールが合わなかった。それぞれが作った楽曲には音楽的な関連性は無いが、発売当時のレコードA面に坂本、B面にバーンが割り振られ、坂本が静・暗、バーンが動・明という構成になっている。
- 編曲は上野耕路と野見祐二、フェアライト・プログラミングにハンス・ジマー、指揮はギャヴィン・ライトが行っている。
- 本作品でアカデミー賞作曲賞（坂本は日本人として初の受賞者）、英国アカデミー賞、ロサンジェルス映画批評家協会賞、ゴールデングローブ賞、グラミー賞映画・テレビ音楽賞を受賞した。
- 坂本はこれを機に「世界の坂本」と認められ、活動の拠点をアメリカ・ニューヨークに移すこととなった。
- 監督のベルナルド・ベルトルッチは頻繁に編集するため、演奏時間が変更されることが多々あった。当時はコンピュータで再計算できない時代だったため、坂本が電卓片手に演奏時間を割り出していた。
- 当初坂本はオーケストラではなくシンセサイザーで演奏したかったが、自分のシンセサイザーを東京からロンドンに持って行って、監督の前で演奏を披露したところ「演奏者の衣ずれの音はどこなんだ？」「椅子のきしむ音は？」と指摘され却下された[1]。
- 満洲国皇帝の戴冠式パーティで演奏された曲（本アルバムではなく『プレイング・ジ・オーケストラ』に収録）は、撮影中に監督から急遽依頼を受けた坂本が中国現地で作曲。ピアノがない場所であったが、監督からは「あなたは作曲家だから紙と鉛筆があればできるだろう」と言われ、結局引き受けた。録音は、坂本が演じた甘粕正彦が作ったとされるホールで行われ、坂本は「縁を感じる」と語っている。

## 収録曲
1. 戴冠式 First Coronation 
  - 作曲：坂本龍一
2. オープン・ザ・ドア Open the Door
  - 作曲：坂本龍一
3. ホエア・イズ・アーモ Where Is Armo?
  - 作曲：坂本龍一
4. ピッキング・アップ・ブライズ Picking Up Brides
  - 作曲：坂本龍一
5. ラストエンペラー  テーマ・バリエーション1 The Last Emperor - Theme Variation 1
  - 作曲：坂本龍一
6. レイン Rain (I Want a Divorce)
  - 作曲：坂本龍一

溥儀との別れを決意した第二皇妃がドアに置手紙を差し込んで、階段を走り降り、雨の降る中を歩いて去るシーンで流れる。この曲で、映画を試写したイタリア人スタッフらが「ペルフェ（最高）！」と熱狂、ベルトルッチ監督も一番好きな曲とのこと。後に坂本のアルバム『プレイング・ジ・オーケストラ』でフルオーケストラ、『1996』でトリオ編成、『/04』でピアノ四重奏によるセルフカバーを行っている。
7. ベイビー The Baby (Was Born Dead)
  - 作曲：坂本龍一
8. ラストエンペラー テーマ・バリエーション2 The Last Emperor - Theme Variation 2
  - 作曲：坂本龍一
9. ラストエンペラー テーマ  The Last Emperor - Theme
  - 作曲：坂本龍一

映画のエンドロールで使用された曲。坂本は、劇中に使用されているフレーズをエンドロールに盛り込む手法をこの映画から取り入れている。矢野顕子は、この曲が冨田勲作曲の「新日本紀行」のテーマと似ていることを指摘しているが、本人は「よく覚えてなくて」とインタビューで漏らしている[2]。どちらも近代和声に東洋音階の旋律をのせる作り故の類似であろう[要出典]。この曲は非常に転調が多い。なお、坂本のアルバム『プレイング・ジ・オーケストラ』でフルオーケストラ、『1996』でトリオ編成、『/05』でピアノソロによるセルフカバーが行われている。1987年10月18日、坂本がパーソナリティを務めていた、FM東京「不思議の国の龍一」では、オーケストレーションのみのテイク（低い金属音が省略されたバージョン）が放送された。
10. メイン・タイトル・テーマ Main Title Theme (The Last Emperor)
  - 作曲：デヴィッド・バーン
11. ピッキング・ア・ブライド Picking a Bride
  - 作曲：デヴィッド・バーン
12. ベッド Bed
  - 作曲：デヴィッド・バーン
13. 風、雨、水 Wind, Rain and Water
  - 作曲：デヴィッド・バーン
14. ペーパー・エンペラー Paper Emperor
  - 作曲：デヴィッド・バーン

物語が満洲国に移ってからバーンの作で唯一使われている曲。宮中晩餐会が始まる前のシーンでひっそり鳴っている。
15. ランチ Lunch
  - 作曲：蘇聡
16. レッド・ガード Red Guard
  - 作曲：Traditional
17. 皇帝円舞曲 The Emperor's Waltz
  - 作曲：ヨハン・シュトラウス

指揮はヘルベルト・フォン・カラヤン。
18. レッド・ガード・ダンス The Red Guard Dance
  - 作曲：Traditional